# (9008) Bohšternberk
(9008) Bohšternberk (1984 BS) – planetoida z grupy pasa głównego asteroid okrążająca Słońce w ciągu 3 lat i 78 dni w średniej odległości 2,18 au. Została odkryta 27 stycznia 1984 roku. Przed nadaniem nazwy planetoida nosiła oznaczenie tymczasowe (9008) 1984 BS.